# Dirck Trip

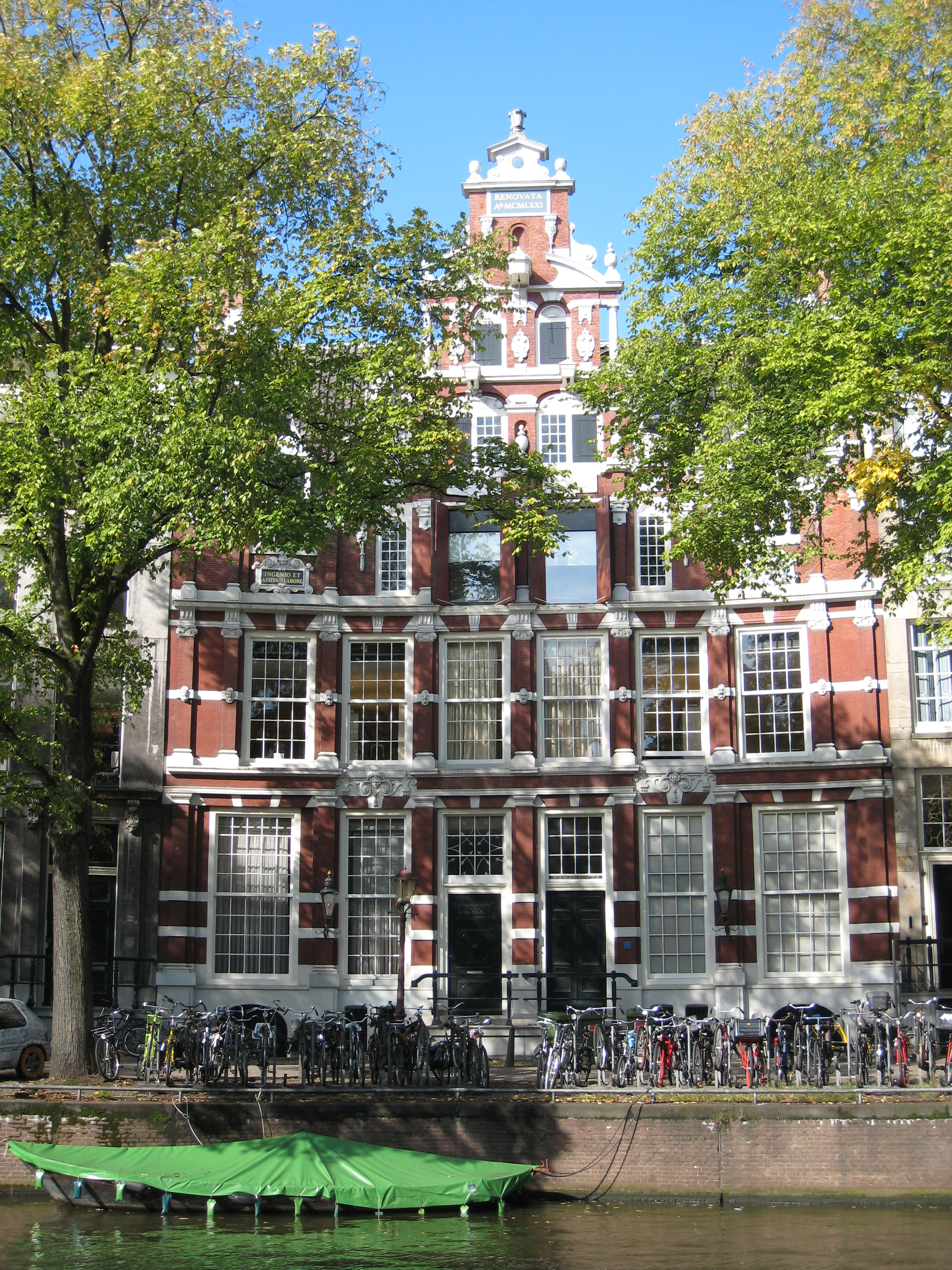
Trips Stadthaus Huis Bartolotti

Dirck Trip (* 1691 in Amsterdam; † 1748 ebenda), Heer von Groet, war Regent von Amsterdam. 

## Biografie
Seine Eltern waren der Amsterdamer Bürgermeister Lucas Trip und Elisabeth Calkoen. Der Abkömmling der Familie Trip promovierte im Jahre 1711 an der Universität Leiden. Ein Jahr später heiratete er Christina Eijgels und bewohnte mit ihr das Huis Bartolotti in der Herengracht. Im darauffolgenden Jahr verheiratete sich der nun Witwer gewordene Dirck Trip mit Agatha Levina Geelvinck erneut. Seinen Einzug in die Stadtregierung vollführte er im Jahre 1726 als Schepen. In den Jahren 1735, 1742 und 1748 war Trip Bürgermeister. Im Jahre 1741 wurde er Oberst der Amsterdamer Bürgergarde. Im Jahre 1743 wurde Trip mit einem Jahreseinkommen von 50.000 Gulden zum reichsten Einwohner der Stadt. Durch die Fürsprache seines Schwiegervaters Lieve Geelvinck saß er zwischen den Jahren 1743 und 1747 als Ratsherr in der Admiralität von Amsterdam. Überdies hinaus hatte Trip ab dem Jahre 1630 im Besitz der Herrlichkeit Groet und des Landsitzes Waterland bei Velsen gestanden.

### Nachkommen
- Lucas Trip (1720–1762), Absolvent der Universität Leiden (1741). Seine Witwe Clara Magdalena du Peyrou (1724–1796) verheiratete sich im Jahre 1765 mit dem deutschen Mediziner Bernhard Siegfried Albinus.
- Pieter Trip (* 1724)
- Jan Trip (* 1730)
- Dirck Trip, de jonge (1734–1763), Kapitän der Amsterdamer Bürgergarde. Er heiratete die vermögende Jacoba Elisabeth van Strijen (1741–1816), Enkeltochter des Joan Blaeu. Sein geschätztes Vermögen belief sich auf 1,5 Millionen Gulden. Nach seinem Tod heiratete Jacoba Elisabeth Carel George van Wassenaer Obdam.

## Einzelnachweis
1. ↑  Biografie der Besitzer von Waterland (Memento vom 20. Juli 2006 im Internet Archive)

| Personendaten    | Personendaten               |
| ---------------- | --------------------------- |
| NAME             | Trip, Dirck                 |
| KURZBESCHREIBUNG | Bürgermeister von Amsterdam |
| GEBURTSDATUM     | 1691                        |
| GEBURTSORT       | Amsterdam                   |
| STERBEDATUM      | 1748                        |
| STERBEORT        | Amsterdam                   |